# بانالو، نیو ساوت ولز
بانالو (به انگلیسی: Bunnaloo) یک شهرک در استرالیا است که در نیو ساوت ولز واقع شده‌است.